# Frank Martin
Frank Martin (n. 30 decembrie 1885, Hedvig Eleonora parish⁠(d), Comitatul Stockholm, Suedia – d. 28 august 1962, parohia Danderyd⁠(d), Comitatul Stockholm, Suedia) a fost un călăreț ce a reprezentat Suedia, medaliat olimpic. A participat la o ediție a Jocurilor Olimpice (1920) în care a câștigat o medalie de aur.